# Guadalupe Villa
José Guadalupe Villa Guzmán (Zapotlán el Grande, Jalisco, 21 de julio de 1786 - San Gabriel, Jalisco, 6 de enero de 1857) fue un político y hacendado mexicano, así como Primer Alcalde y Presidente Municipal de San Gabriel, Jalisco. 

## Vida
Nació en Zapotlán el Grande, Jalisco, el 21 de julio de 1786, siendo hijo de Juan Rafael Villa y Alcaraz y de Antonia Manuela Guzmán Martínez. Fue nombrado Alcalde de primera elección al Ayuntamiento constitucional de San Gabriel en 1821, siendo habilitado por el Primer Imperio Mexicano para el bienio 1822 a 1823. Villa fue Presidente Municipal por tercera vez en San Gabriel en el bienio 1830 a 1831, habilitado por el Supremo Gobierno de Jalisco el 14 de diciembre de 1830. Se casó con Guadalupe Escobedo García, hija de Buenaventura Escobedo y Catalina García. Durante la epidemia del cólera en el año 1850 habilitó junto con el párroco Ramón Cipriano Aguirre y Gama un cementerio provisional en su Hacienda de El Jardín con gastos a sus expensas.
Falleció de fiebre el 6 de enero de 1857 en San Gabriel, Jalisco, siendo sepultado en la capilla de la Hacienda de San Antonio, lugar donde residía. 
En 1877 los descendientes de Guadalupe Villa cedieron gratuitamente al bien público unos solares de su propiedad que luego serían destinados a servir como plaza.

## Legado
El legado político de Guadalupe Villa continuó con los descendientes de sus dos hijos: José Simón Villa Escobedo y Juan Nepomuceno Tuxtirio Villa Escobedo. 
El hijo de José Simón, Primo F. Villa Michel, sería de nueva cuenta Presidente Municipal de San Gabriel, elevando el título de villa a Ciudad y su nieto Primo Villa Michel, secretario de gobernación. De esta rama también desciende el arquitecto Gonzalo Villa Chávez.
Mientras que los bisnietos de Juan N. Villa Escobedo, Jehová Villa Michel, Matías Villa Michel e Isaías Villa Michel, fueron partícipes de la Guerra Cristera. Otros de sus descendientes de Juan N. Villa se desempeñaron en otras áreas como el periodista Rubén Villa Michel, el arquitecto Jorge Enrique Zambrano Villa y el ciclista Jehová Villa Escamilla.